# Lineetta
Una lineetta è un segno ortografico nella lingua italiana e di punteggiatura in altre lingue. È differente da un trattino e ha altri usi.

## Lineette comuni
Ci sono molte forme di lineetta; le più comuni sono:
|                       | glifo | Unicode       | HTML                   | HTML/XML                | Codice Alt (Windows) | Tasto Compose (GNU/Linux) |
| --------------------- | ----- | ------------- | ---------------------- | ----------------------- | -------------------- | ------------------------- |
| Trattino              | ‐     | U+2010 (8208) | &hyphen; oppure &dash; | &#x2010; oppure &#8208; |                      |                           |
| Lineetta cifra        | ‒     | U+2012 (8210) | &numdash;              | &#x2012; oppure &#8210; |                      |                           |
| Lineetta enne         | –     | U+2013 (8211) | &ndash;                | &#x2013; oppure &#8211; | Alt+0150             | Compose-.                 |
| Lineetta emme         | —     | U+2014 (8212) | &mdash;                | &#x2014; oppure &#8212; | Alt+0151             | Compose-                  |
| Lineetta di citazione | ―     | U+2015 (8213) | &horbar;               | &#x2015; oppure &#8213; |                      |                           |
| Lineetta ondulata     | ⁓     | U+2053 (8275) | nessuno                | &#x2053; oppure &#8275; |                      |                           |

Per esigenze di confronto, nel prosieguo del paragrafo verranno trattati anche due dei segni più comuni simili alla lineetta: il trattino-meno, comunemente noto come trattino e presente come tasto indipendente nelle tastiere già dall'epoca delle macchine per scrivere a larghezza fissa, ed il segno meno (non realizzabile direttamente tramite tastiera nemmeno da tastierino numerico, il cui tasto meno restituisce in realtà un trattino-meno):
|               | glifo | Unicode       | HTML    | HTML/XML                |
| ------------- | ----- | ------------- | ------- | ----------------------- |
| Trattino-meno | -     | U+002D (45)   | nessuno | &#x2D; oppure &#45;     |
| Segno meno    | −     | U+2212 (8722) | &minus; | &#x2212; oppure &#8722; |

### Tratto d'unione (trattino)
Il trattino, o tratto d'unione, (‐) è specificato univocamente dal codice Unicode U+2010. In ambito informatico viene comunemente sostituito con il trattino-meno (-), unicode (U+002D), in quanto quest'ultimo ha identico glifo ed è presente nelle codifiche di caratteri ASCII ed EBCDIC (nelle quali confluisce con il segno meno).
Il trattino è usato a volte in sostituzione anche della lineetta enne o emme (per esempio in caso di testi ASCII), fatto che porta ad una perdita di significato in quanto l'uso di un trattino dove andrebbe la lineetta — specialmente se l'intenzione è di interrompere anziché connettere i concetti — può confondere i lettori, perché il trattino connette le parole mentre la lineetta, nell'ambito tipografico, ha una funzione separatrice. Il problema persiste tuttora in quanto la tastiera dei computer normalmente non adotta i tasti per le lineette.
Data la sua funzione "unificatrice", il trattino viene usato sempre senza spazi adiacenti. Gli usi più comuni del trattino sono:
1. come congiunzione a indicare unione o disgiunzione esclusiva (ad es., "sette-otto decine di dollari", con significato di "sette o otto decine di dollari");[8]
2. come alternativa a costrutti analitici quali "da ... a", "tra ... e", "di ... e" (ad es., "la guerra USA-Russia", con significato di "la guerra tra USA e Russia");[8]
3. per mettere in evidenza un determinato rapporto fra due sostantivi (ad es., "Stato-nazione"); molto spesso questo uso viene influenzato dal tipico costrutto "attributo-sostantivo" della lingua inglese, invertendo l'ordine "determinato-determinante" proprio di quella italiana (ad es., "calcio-mercato");[8]
4. per accostare due o più aggettivi senza che entrino in composizione (ad es., "italo-scozzese" o "demo-plutocratico");[8]
5. per anteporre un prefisso (o prefissoide) occasionale o neologistico (ad es., "tele-spettatore" o "eco-incentivo");[8]
6. per indicare un prefisso o un suffisso non completato dal resto del lemma (ad es., "il prefisso ante- indica qualcosa di precedente");[8]
7. per spezzare una parola quando si va a capo; questo uso può essere reso anche col simbolo di uguale (=), soprattutto quando si scrive a mano.[8]

### Lineetta enne
La lineetta enne (–), o tratto di divisione, anche conosciuta come en rule o en dash in lingua inglese, ha la dimensione di una N in larghezza, è metà della larghezza di una lineetta M.

#### Intervalli di valori
La lineetta enne è comunemente usata per indicare intervalli chiusi di valori (un intervallo con limite superiore e inferiore non infinito), come quelli tra date, tempi o numeri in generale.
Alcuni esempi di quest’uso:
- giugno–luglio 1967
- 1:00–2:00 p.m.
- Per l'età 3–5 anni
- pp. 38–55

La Guide for the Use of the International System of Units (SI) raccomanda di usare la parola 'a' al posto della lineetta enne quando un intervallo numerico può dare luogo a interpretazioni errate quali ad esempio una sottrazione. Per esempio "una tensione da 50 a 100 V" invece di "una tensione di 50–100 V".
È anche considerato inappropriato usare la lineetta enne al posto delle parole “a” ed “e” in frasi aventi la forma “da … a …” e “tra … e …”.

#### Uso in informatica
Nell'Unicode la lineetta enne è U+2013 (decimale 8211). Nell'HTML, si può usare la forma numerica &#8211; o &#x2013;; esiste anche l'entità HTML &ndash;. In TeX, la lineetta enne normalmente (comunque a seconda del font) può essere inserita tramite due trattini-meno (--).
La lineetta enne è usata, in qualche occasione, come sostituta del segno meno, quando questo simbolo non è disponibile, in quanto la en è normalmente della stessa larghezza del segno più. Per esempio, il set di caratteri originale a 8 bit del Macintosh comprende una lineetta enne, usata anche per il segno meno, anni prima dell'esistenza dell'Unicode con un segno meno appositamente dedicato. La lineetta enne non può di solito essere usata nei linguaggi di programmazione come segno meno, in quanto di solito è richiesto obbligatoriamente il trattino-meno; essendo i programmi normalmente scritti con dei caratteri a spaziatura fissa (monospazio) il trattino-meno ha comunque un aspetto adeguato.

### Lineetta emme
La lineetta emme (—), o semplicemente lineetta, anche conosciuta in inglese come em rule o em dash, è usata per introdurre il discorso diretto al posto delle virgolette, soprattutto quando si alternano frequentemente le battute nei dialoghi (vedi Lineetta di citazione), oppure per delimitare un inciso al posto delle parentesi tonde. In tal caso può servire a evidenziare un cambio brusco nel pensiero. La lineetta emme è talvolta usata in liste o elenchi, al posto dei numeri o dei punti.
Nell'uso statunitense (ad es., secondo The Chicago Manual of Style) e talvolta in quello inglese (ad es., secondo The Oxford Guide to Style), una lineetta emme non è mai preceduta e seguita da spazi. L'uso attuale in gran parte dei paesi di lingua inglese e nello stile giornalistico è di separare le lineette, quando usate come parentesi, dalle parole precedenti e seguenti tramite degli spazi o degli hair space (U+200A). La sequenza "spazio, lineetta, spazio" è predominante in altre lingue e in italiano. In funzione parentetica si può usare anche una lineetta enne tra due spazi.
La lineetta emme per definizione ha in larghezza la dimensione di una em. La dimensione di una em è equivalente alla dimensione del carattere in punti; così, nel caso di un carattere di 9 punti, una em è larga 9 punti (così come è alta 9 punti), mentre la em del carattere di 24 punti è 24 punti in larghezza e altezza (per definizione è larga il doppio di una lineetta enne in ogni particolare font).
I caratteri monospazio (come ad esempio il Courier) per simulare l'aspetto di una macchina per scrivere hanno la stessa larghezza in tutti i caratteri. Alcuni di questi font hanno le lineette em ed en che sono più o meno larghe della larghezza disponibile del monospazio. Per esempio, “- – — −” mostra un trattino, una lineetta enne, una lineetta emme e il segno meno nel carattere monospazio predefinito nel vostro browser. Tradizionalmente le macchine per scrivere hanno un solo glifo per il trattino e la lineetta perciò è abbastanza comune usare due trattini monospazio insieme --come questi-- per sostituire la lineetta emme.
Quando la lineetta emme non è disponibile viene usato un doppio ("--") o un triplo segno meno ("---"). Nell'Unicode la lineetta emme dash è U+2014 (decimale 8212). Nel HTML, si può usare la forma numerica &#8212; o anche &#x2014;; esiste anche l'entità HTML &mdash;. In TeX, la lineetta emme viene normalmente inserita come triplo segno meno (---).

### Lineetta di citazione
La lineetta di citazione o barra orizzontale (―) è usata per introdurre il testo di una citazione. È una modalità tipica per segnalare i dialoghi in alcune lingue e in italiano, al posto delle virgolette.
Se la lineetta di citazione non è disponibile, la lineetta emme può venir usata al suo posto. In Unicode la lineetta di citazione vale U+2015 (8213 decimale). Nei codici HTML può essere inserita solo come norma numerica, &#x2015; o &#8213;; non esiste un'entità equivalente. In ogni caso è raramente riconosciuta dai browser e anche la codifica Unicode considera questo segno uguale alla lineetta emme. Non è supportata dai font TEX ma si può usare \hbox{---}\kern-.5em--- al suo posto (o usare la forma emme).

### Segno meno
Il segno meno (−) è un operatore matematico (Unicode U+2212).
Le convenzioni informatiche richiedono il segno meno nei calcoli.

### Lineetta cifra
La lineetta cifra (‒) è chiamata così in quanto ha la stessa larghezza di un numero almeno nei tipi di carattere con cifre tutte della stessa larghezza.
La lineetta cifra è usata nei numeri, ad esempio nei numeri telefonici: 634‒5789. Questo non indica un intervallo (la lineetta enne è invece usa per tale scopo) e non ha funzione di segno meno (esiste un glifo apposito).
La lineetta cifra può non essere disponibile, in questo caso si può usare il segno meno al suo posto. Nell'Unicode la lineetta cifra vale U+2012 (8210 decimale). Gli autori di documenti HTML devono usare la forma numerica &#8210; o &#x2012; per inserirla, a meno che il documento usi la codifica Unicode; non esiste una entità equivalente. In TEX, i caratteri tipici non comprendono la lineetta cifra, in ogni caso i caratteri numerici hanno tutti la stessa larghezza della lineetta enne che perciò può essere usata al posto della lineetta cifra in TEX.

### Lineetta ondulata
La lineetta ondulata (⁓) rassomiglia a una tilde allungata e si usa per separare delle alternative. Nei dizionari è frequentemente usata per dividere la definizione del termine dal testo di esempio.
La lineetta ondulata in Unicode è U+2053 (decimale 8275). Nella codifica HTML può essere inserita solo in forma numerica, &#x2053; o &#8275;; non esiste un'entità equivalente.
In LaTeX2ε si può usare il commando in math mode $\sim$.

## Riassumendo
Per riassumere quanto detto:
- Per scrivere un numero telefonico con un trattino in mezzo si usa la lineetta cifra (‒).
- Per un intervallo chiuso si usa la lineetta enne (–).[15]
- Per gli aggettivi giustapposti, i cui elementi non entrano in composizione, si usa un trattino (-).[16]
- Come primo elemento di suddivisione per un aggettivo composto che ha già un trattino (o uno spazio) tra i suoi elementi si usa una lineetta (–).
- In funzione di parentesi si usa la lineetta emme (—), in inglese senza spazi mentre in italiano con uno spazio prima e dopo[17], oppure una lineetta enne con uno spazio prima e dopo.[18]
- Per introdurre del testo citato si usa la lineetta citazione (―).
- Per separare delle alternative, si usa la lineetta ondulata (⁓).
- Come sostituto di un termine in un esempio di uso, senza una definizione, si usa la lineetta ondulata (⁓).

## Altri caratteri simili alla lineetta
Ci sono molti caratteri che rassomigliano alla lineetta con altri significati e altri usi. Sono compresi in questa sezione:
- Il trattino basso (_), U+005F, è un segno diacritico, viene anche usato come sostituto dello spazio.
- Il trattino leggero, U+00AD, è usato per indicare dove una linea si può spezzare (anche nelle parole composte per separare le sillabe), ed è invisibile fintanto che la formattazione del testo non mantenga integra la parola che lo contiene; è tipograficamente identico al trattino-meno.
- Il trattino punto (⁃), U+2043, è una linea corta orizzontale usata nelle liste puntate.
- La lineetta ondulata (〜), U+301C, e la lineetta doppia ondulata (〰), U+3030, sono linee ondulate presenti in alcuni set di caratteri dell'Est Asia. Dal punto di vista tipografico hanno la larghezza di una cella di carattere CJK e seguono la direzione del testo (orizzontale per il testo orizzontale, verticale per il testo incolonnato). Sono usate come lineette e occasionalmente per enfatizzare la lunghezza delle vocali del katakana.
- La tilde (~), U+007E, e il macron (¯), U+00AF, altri due segni diacritici.

In altre lingue:
- La lineetta armena (֊), U+058A, è un trattino presente nell'alfabeto armeno.
- Il trattino mongolo todo (᠆), U+1806, è un trattino dell'alfabeto mongolo.
- Il chōon giapponese (ー), U+30FC, è usato in giapponese per indicare una vocale lunga.
- Il yī/ichi (一), U+4E00, significa "uno" in cinese e giapponese.

## Visualizzare le lineette sul computer
Le macchine per scrivere e i computer tradizionalmente hanno un set di caratteri limitato, perciò è possibile che non ci sia un tasto tramite cui ottenere una lineetta. Per questo motivo è diventato di uso comune sostituirla con un segno scorretto ma abbastanza somigliante. La lineetta emme è stata anche rappresentata da un segno meno preceduto e seguito da un paio di spazi (tipico uso britannico) o da due segni meno preceduti seguiti da un paio di spazi (uso più comune negli Stati Uniti d'America).
Il software disponibile attualmente supporta molti più caratteri ed è normalmente in grado di visualizzare sia le lineette en sia quelle em — anche se talvolta con metodi di inserimento scomodi. Alcuni software, tuttavia, potrebbero avere delle capacità più limitate. Alcuni text editor, per esempio, potevano operare solo con una singola codifica di caratteri a 8-bit (pre-Unicode) e, all'inserimento di caratteri non codificabili (ad esempio tramite un copia e incolla dagli appunti), questi erano spesso convertiti alla cieca in punti interrogativi. A volte ciò succedeva anche con le lineette emme ed enne, anche quando la codifica a 8-bit comprendeva questi caratteri o quando ne era possibile una rappresentazione alternativa usando i trattini-meno.
Ogni tipo di lineetta può essere inserita direttamente in un documento HTML. L'HTML permette anche l'inserimento tramite le entità. I nomi delle entità per le lineette emme ed enne sono mdash e ndash; da ciò risulta che i codici di riferimento per l'HTML sono &mdash; e &ndash;. I codici di riferimento numerici sono &#8212; e&#8211;. Quasi tutti i browser e i sistemi operativi attuali sono in grado di visualizzare i caratteri tramite la codifica numerica e la maggior parte anche tramite la forma nominativa.
Nella codifica Unicode, le lineette cifra, enne, emme, di citazione e ondulata corrispondono nell'ordine ai caratteri U+2012, U+2013, U+2014, U+2015 e U+2053.
Nel Mac OS usando l'arrangiamento dei tasti australiano, britannico, canadese, tedesco, irlandese, irlandese esteso, U.S.A. o U.S.A. esteso, una lineetta enne si può ottenere tramite la combinazione dei tasti ⌥ Opt+- mentre la emme può essere ottenuta tramite ⌥ Opt+⇧ Maiusc+-.
In TeX, una lineetta emme si ottiene con tre trattini ("---"), una en con due trattini ("--"), un segno meno con un trattino ("-"). Il meno matematico è equivalente a "$-$".
Nelle più recenti versioni di X11 si può ottenere la lineetta emme (—) premendo il tasto Compose seguito da - - - (tre trattini-meno) e la lineetta enne (–) tramite la combinazione compose più - - . (segno meno, segno meno, punto). Se il tasto compose è assente può essere emulato rimappando altri tasti meno usati.
In Windows XP una lineetta enne o emme può essere ottenuta in area di testo tenendo premuto il tasto Alt e i numeri 0150 o 0151, rispettivamente. I numeri devono essere inseriti dal tastierino numerico e il NumLock deve essere attivo.
Con le impostazioni di default di Microsoft Word (sia nella versione per Windows sia in quella per Macintosh), una lineetta emme (non è sempre la "vera" lineetta emme del carattere in uso) è automaticamente prodotta dalla funzione «correttore automatico» quando due trattini di seguito vengono inseriti tra due parole ("parola--parola"). Una lineetta enne (anche in questo caso, non è sempre la "vera" lineetta enne del carattere in uso) è introdotta automaticamente quando uno o due trattini circondati da spazi vengono inseriti: ("parola - parola") o ("parola -- parola"). Questa funzionalità può essere disabilitata configurando il «correttore automatico». È possibile trovare altre lineette, spazi e simboli speciale tramite Strumenti → Personalizza… → Tastiera… → Simboli comuni. Simboli non assegnati (come ad esempio il simbolo di tre segni meno) possono essere assegnati a una scorciatoia di tastiera tramite Inserisci → Simbolo… → (si seleziona il simbolo prescelto) → Tasti di scelta rapida… . Per essere sicuri che sia la vera lineetta emme o enne del carattere in uso quella visualizzata e non un carattere preso dal font Symbol, copiare e incollare un esempio della lineetta in un editor di testo come Blocco Note Windows. Usare la vera lineetta è importante nel caso si intenda condividere i documenti con altri utenti che usano applicazioni o sistemi operativi diversi.
In Word per Windows una lineetta emme può essere ottenuta con Ctrl+Alt+- numerico (nel tastierino numerico, normalmente posizionato nella parte destra della tastiera) e la lineetta enne con Ctrl+- numerico. Questa combinazione non funziona con il tasto del trattino sulla tastiera principale (su quella italiana tra «.» e «shift»), che ha associate delle funzioni completamente differenti.
Nei documenti per stampa professionale i tipografi, qualche volta, aggiungono uno hair space, o, raramente, uno spazio pieno inter-parola su ogni lato della lineetta emme. In HTML è possibile avere un hair space tramite il riferimento numerico al carattere &#8201;, ma non tutti in web browser supportano questo carattere per cui la visualizzazione potrebbe essere scorretta.